# Нухинская крепость
Шекинская крепость (азерб. Şəki qalası), известная ранее как Нухинская крепость (азерб. Nuxa qalası) — крепость в городе Шеки, в  Азербайджанской Республике. 

## История крепости
В ЭСБЕ отмечается, что дворец шекинских ханов и крепость были построены одновременно в 1765 году. Британника 1890 года издания пишет, что в 1765 году в период правления Мухаммед-Хусейн хана была воздвигнута крепость, а дворец был построен несколько позднее этой даты.
В августе 1780 года, дядя Мухаммед-Хусейн хана — Хаджи Абдулкадир, тайно послал в Нуху группу людей с нухинцем Хаджи Расул беком, который внезапно ворвался в Нухинскую крепость и в схватке ранил Мухаммед-Хусейн хана. Захватив крепость, он послал гонца к Хаджи Абдулкадир хану. Прибыв в Нуху, Хаджи Абдулкадир хан приказал удавить Мухаммед-Хусейн хана и стал ханом в Нухе.
В декабре 1783 года, сын Мухаммед-Хусейн хана Мухаммад Хасан-хан, схватил Хаджи Абдулкадир  хана и предал его смерти, стал ханом в Нухе. В декабре 1795 года по приказу Девели Мустафа хана - иранского генерала, схватили Мухаммед-Хасан хана, выкололи ему глаз и отправили его в Карабаг к Ага Мухаммед шаху. После этого,  Селим хан - брат Мухаммед-Хасан хана, явился в Нуху и сделался ханом.
В 9 мая 1797 года, Мухаммед-Хасан хан с многочисленным войском пошел на Нуху, Селим хан убежал.
В январе 1805 года, ширванский хан Мустафа хан,  пошел войной на Мухаммед Хасан хана. Последний не мог противостоять и с покорностью явился к Мустафа хану. Взяв с собой в Ширван Мухаммед-Хасан хана, Мустафа хан для управления ханством в качестве наиба послал одного из ширванских беков — Шейх Али бека. Но когда нухинские жители услышали, что наибом к ним едет Шейх Али бек, то они на это не согласились и назначили ханом в Нухе брата Мухаммед-Хасан хана – Фатали хана . Спустя несколько дней Селим хан сговорился в Агдаше с некоторыми шекинскими беками отнять власть у Фатали хана. Так как беки в своё время приняли присягу, то Фатали хан им верил и совсем не подозревал, что среди них могут оказаться предатели. Однажды Фатали хан поручил охрану одних из ворот крепости беку, который состоял в заговоре с Селим ханом. Когда ночью Селим хан подъехал верхом к крепости, этот самый бек тотчас же отворил ворота и впустил его в крепость. Селим хан опять становится шекинским ханом.
26 мая (2 июня) 1805 года, подписан трактат между Россией и правителем Шекинского ханства Селим ханом о принятии его в подданство Российской империи. Селим хан, согласился ежегодно платить в российскую казну 7 тысяч червонцев, отказался от независимой внешней политики и разместил на своей территории российские войска. Взамен царские посланники обещали не вмешиваться в его внутренние дела. Селим хан не пропустил к крепости ни одного русского солдата, об этом пишет генералу от инфантерии Цицианову, что 
Иногда в. с. изволите объявить мне поставить в Нухинской крепости войска, которого нет в трактате и не безизвестно вам, – Нухинская крепость не такая, которую бы нужно было сохранить войскам, а только один забор, в котором я живу с родственниками и служителями моими и личного места нет.
Летом 1806 года иранская армия начала наступление на Шушу. Ибрагим Халил-хан, его жена, сын, дочь и многие близкие были убиты по приказу подполковника Лисаневича. После этого убийства, против русских восстал Салим хан, ибо убитой женой Ибрагим-Халил хана была его родная сестра. Салим хан  изгнал русские войска с территории своего владения.
В половине октября 1806 года, генерал-майор Небольсин вступил в Шекинское ханство, имея под ружьем 26 офицеров и 886 человек нижних чинов с пятью орудиями. 23 октября (4 ноября), русские солдаты штурмом взяли крепости, Селим хан бежал и объявлен лишенным своих владений навсегда.
В августе 1826 года, сын Селим хана Хусейн хан, взял город без боя. Крепость Нуха, снова стал ханской резиденцией.
19 октября (31 октября) 1826 года, генерал Ермолов, главнокомандующий Отдельным Кавказским корпусом, пришел в Нуху с отрядом из лейб-гвардии Сводного полка, роты Грузинского гренадерского, полтора батальонов Ширванского, двух рот 41-го егерского трёх казачьих полков с 18-ю орудиями. При появлении русских войск Хусейн хан бежал в Иран.
В 1 [13] сентября 1838 года выдававший себя за Искендер-бек, сына умершего в Персии шекинского Хусейн хана, со значительною партиею горцев занял г. Нуху и осадил давно оставленную Нухинскую крепость, где находились комендантский дом, провинциальное управление и  казначейство, и куда укрылось часть жителей, под защиту роты  линейного батальона. Но появление под Нухою отряда Безобразова, поспешно собравшего 2 дивизиона драгун, 6 рот пехоты, с 6 полевыми орудиями и милициею Элисуйского султана, они отступили от города.

## Описание крепости
От комплекса, возведённого в Шекинской крепости и состоявшего из нескольких сооружений, до настоящего времени сохранился лишь двухэтажный дворец. После присоединения Шекинского ханства к Российской империи дворец находился в ведении местной администрации и неоднократно был ремонтирован.
В 1853 году был составлен план цитадели, согласно которому в ней размещалось значительное количество сооружений различного назначения для семей ханской знати.  В крепости кроме дворца были расположены казармы, казначейство, тюрьма и переделанная в 1828 году из ханской мечети православная церковь. Первоначальные росписи дворца оставили глубокое впечатление у путешественников. В 1896 г. селевым потоком в нескольких местах была пробита стена Нухинской крепости. В 1958-1963 годах, сильно разрушенные стена и башни крепости были отреставрированы и обрели нынешний вид.
Шекинская крепость, построенная с целью защиты города с северо-восточной части, примечательна тем, что стена крепости составляет в длину порядка 1,3 км, высота стен в северной части около 4, в южной — около 8 метров, толщина же её около 2,2 метров. Вдоль стены на всем протяжении расположена 21 защитная башня. С севера и юга крепость закрыта арочными воротами. Высота крепости над уровнем моря 750 метров — на севере и 710 метров — на юге.